# Rhynchostele aptera
Rhynchostele aptera là một loài thực vật có hoa trong họ Lan. Loài này được (Lex.) Soto Arenas & Salazar miêu tả khoa học đầu tiên năm 1993.